# Tablice rejestracyjne we Francji
Francuskie tablice rejestracyjne – system identyfikacji pojazdów stosowany na terytorium Republiki Francuskiej. W kwietniu 2009 roku wprowadzony został nowy system SIV (Système d’immatriculation des véhicules), który zastąpił stosowany od 1950 roku system FNI (Fichier National des Immatriculations).

## System SIV (od 2009)[1][2][3]

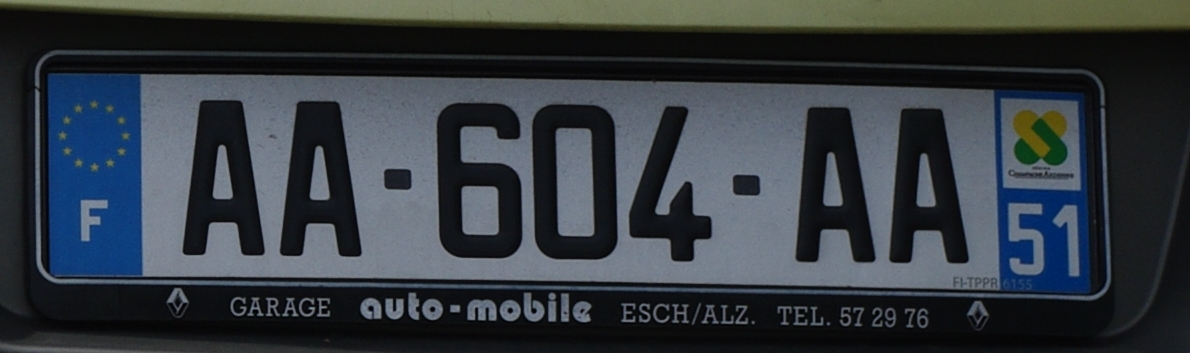
Francuska tablica rejestracyjna wydana w systemie SIV

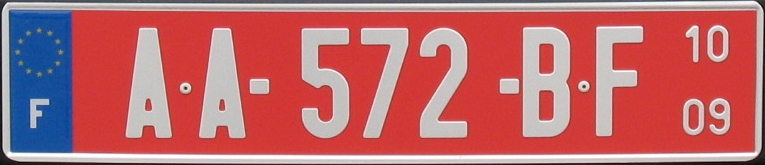
Tablica tymczasowa wydana w systemie SIV

W systemie tym, wprowadzonym z dniem 15 kwietnia 2009 roku, tablica przednia i tylna są białe oraz posiadają dwa niebieskie bandy, przypominając wzór stosowany od 1994 roku we Włoszech. Po lewej stronie tablicy znajduje się euroband, zaś po stronie prawej jest naniesiony numer departamentu, a nad nim logo lub herb regionu. Litery oraz cyfry mają kolor czarny.
W nowym systemie numery rejestracyjne przydzielane są w sposób ciągły na poziomie narodowym (od AA-001-AA do ZZ-999-ZZ). W skład wyróżnika wchodzi siedem znaków: dwie litery – trzy cyfry – dwie litery (np. BC-779-HH). Numery przydzielane są przez regionalne urzędy, ale obowiązek zamówienia i wydania tablic rejestracyjnych nabywcy nowego pojazdu przeniesiony został na sprzedawcę – dilera.
Kolejność nadawania numerów jest następująca:
- od AA-001-AA do AA-999-AA (zmieniają się kolejne cyfry);
- od AA-001-AB do AA-999-AZ (zmienia się pierwsza litera od prawej);
- od AA-001-BA do AA-999-ZZ (zmienia się druga litera od prawej);
- od AB-001-AA do AZ-999-ZZ (zmienia się druga litera od lewej);
- od BA-001-AA do ZZ-999-ZZ (zmienia się pierwsza litera od lewej).

Numer jest przypisany do pojazdu i pozostaje z nim także w sytuacji sprzedaży lub zmiany miejsca zamieszkania właściciela. Jednym z celów wprowadzenia nowego systemu numeracji było zapewnienie kierowcom anonimowości. Jednakże część polityków sprzeciwiła się tej koncepcji, czego efektem jest obowiązek umieszczenia na tablicy wyróżnika departamentu. Do decyzji właściciela pojazdu pozostawiono jednak wybór konkretnego wyróżnika. Może on wskazywać aktualne miejsce zamieszkania, region pochodzenia lub region szczególnie bliski sercu właściciela.
Na nowych tablicach nie stosuje się znaków I, O oraz U z uwagi na ich podobieństwo do znaków 1, 0 oraz V. Z powszechnego zastosowania wyłączono oznaczenia:
- SS (w obydwu sekcjach literowych) – z uwagi fakt, iż mogą one budzić negatywne skojarzenia;
- WW (w lewej sekcji literowej) – zarezerwowane dla wybranych grup pojazdów.

Wobec tego liczba nowych wyróżników jest następująca: ((23 × 23)-2) x 999 x ((23 × 23)-1) = 277 977 744. Według szacunków władz, przy utrzymaniu liczby noworejestrowanych pojazdów na poziomie 3-4 milionów rocznie, pula numerów w systemie SIV powinna wystarczyć na 70–80 lat.
Liczba wydanych nowych wyróżników na tablicach rejestracyjnych
| Data             | Wydane numery rejestracyjne       |
| ---------------- | --------------------------------- |
| 15 kwietnia 2009 | AA-001-AA (tablica nr 1)          |
| 31 grudnia 2009  | AJ-083-DQ (tablica nr 4 302 776)  |
| 31 grudnia 2010  | BF-900-PQ (tablica nr 15 082 803) |
| 31 grudnia 2012  | CP-778-KL (tablica nr 26 109 864) |

## System FNI (1950–2009)

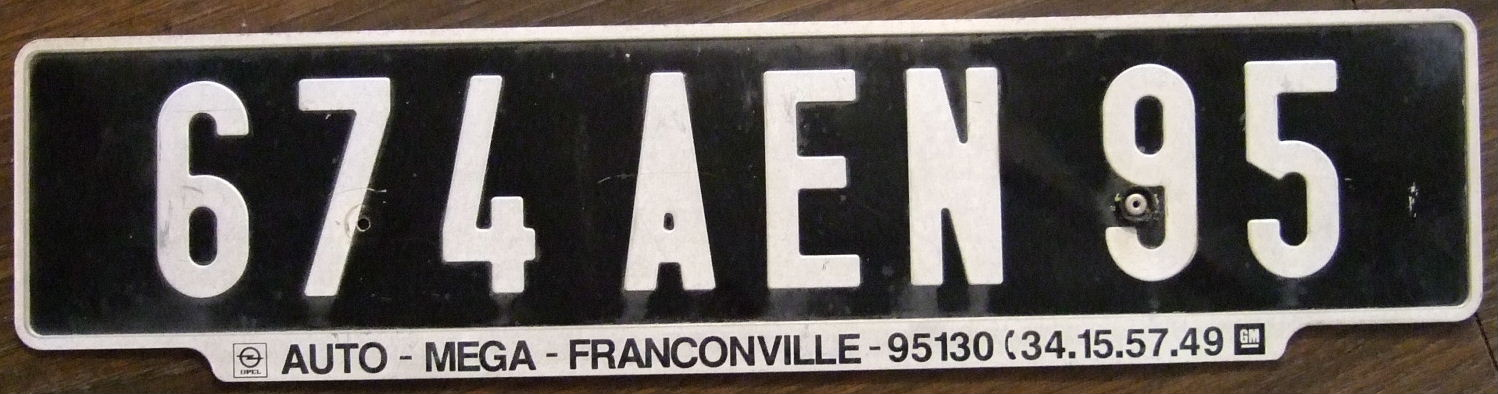
Tablica rejestracyjna z lat 70.

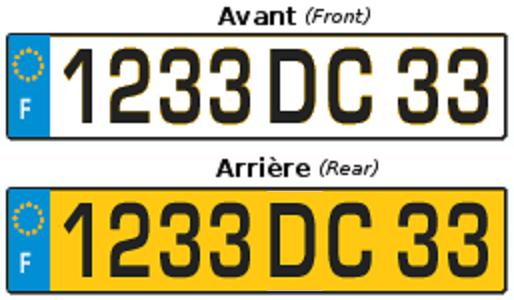
Francuskie tablice rejestracyjne wydawane w latach 1993–2009 w systemie FNI

System FNI został wprowadzony w 1950 roku. W latach 1950–1992 wydawane były tablice bez eurobandu, z białymi literami i cyframi na czarnym tle. Od 1 stycznia 1993 roku zmieniono kolorystykę tablic, zachowując jednak system numeracji. Czarne litery i cyfry zaczęto umieszczać na tablicach w kolorze białym (na przód pojazdu) oraz żółtym (na jego tył). Na obydwu tablicach umieszczany jest euroband. Dodatkowo, pojazdy napędzane gazem LPG powinny posiadać zielony pas po prawej stronie tablic rejestracyjnych, jednak przepis ten nie był stosowany w praktyce.
Numer rejestracyjny w systemie FNI składa się z trzech części, zawierających w sumie do ośmiu znaków alfanumerycznych:
- od jednej do czterech cyfr,
- dwie lub trzy litery,
- dwie cyfry (bądź też cyfrę i literę).

Numery były przydzielane na poziomie departamentu. Pierwsza i druga część numeru rejestracyjnego jest numerem porządkowym, przydzielonym w następujący sposób:
- Numeracja zaczyna się od 11 A.
- W miarę zgłoszeń pojazdów do nadania numeru, zwiększane są najpierw cyfry a później litery w numerze. Po wyczerpaniu całego zakresu dodawana jest kolejna litera lub cyfra (przykład: 99 AC → 100 AC, 150 ZZ → 150 AAA).
- Niektóre litery lub kombinacje liter nie są używane, najczęściej z powodu możliwości pomyłki (np. nie używa się liter I, O ani U, zbyt podobnych do 1, 0 i V), możliwości negatywnych skojarzeń (np. SS), oraz innych przyczyn. Z niewielkimi wyjątkami, decyzja o nieużywaniu danej kombinacji liter jest podejmowana na poziomie departamentu. W ruchu pozostaje jednak wiele pojazdów z numerami rejestracyjnymi, które teoretycznie nie powinny istnieć, częściowo z powodu modyfikacji zasad nadawania numerów na przestrzeni lat.

Dwie ostatnie cyfry oznaczają numer departamentu, w którym zarejestrowany jest pojazd. Na ogół odpowiada to pierwszym dwóm cyfrom kodu pocztowego (np. 33 Gironde, 75 Ville de Paris). Jeśli numer ten jest jednocyfrowy, dodaje się przed nim „0”. Wyjątkiem są departamenty Korsyka Południowa i Górna Korsyka (Korsyka), powstałe z podzielenia jednego departamentu (nr 20), posiadające oznaczenia 2A i 2B. Specjalne reguły istnieją dla departamentów i terytoriów zamorskich Francji.
Niektóre grupy pojazdów posiadają tablice i numery odbiegające od schematu stosowanego dla pojazdów prywatnych, między innymi:
- tablice z szarymi literami i cyframi na czerwonym tle:
  - nowe pojazdy zakupione we Francji przez cudzoziemców lub mieszkańców departamentów zamorskich, pozostających tymczasowo we Francji,
  - pojazdy personelu zagranicznego (cywilnego i wojskowego), oddelegowanego do pracy we Francji,
- tablice z białymi literami i cyframi na czarnym tle: pojazdy zakupione w Belgii, oczekujące na nadanie francuskiego numeru rejestracyjnego,
- tablice z białymi literami i cyframi na czarnym tle, z numerem rozpoczynającym się od liter DF: niemieckie siły zbrojne we Francji,
- tablice z szarymi literami i cyframi na niebieskim tle: francuskie siły zbrojne w Niemczech,
- tablice z zielonym tłem: pojazdy korpusu dyplomatycznego,
- tablice z flagą Francji w miejscu eurobandu: pojazdy armii francuskiej.

Ten sam numer rejestracyjny może być nadany tylko raz.
W międzynarodowym kodzie samochodowym Francja ma symbol – F.